# 連勝文
連勝文（1970年2月3日—），台灣政治人物，中國國民黨籍。現任中國國民黨副主席、青年發展基金會董事長，曾任國家政策研究基金會副董事長、悠遊卡公司董事長。
為連戰與方瑀長子，中國國民黨連系領袖，曾於2014年代表國民黨參選第6屆臺北市市長，最終落選。

## 經歷
- 中國國民黨中央常務委員（2005年－2010年）
- 連宋總統大選青年軍副總召集人
- 中國國民黨中央委員（2005年－）
- 2008年8月，連勝文應台北市市長郝龍斌延攬接任悠遊卡公司董事長[5]，2010年因健康因素請辭
- 2009年12月，因腎臟腫瘤手術住院[6]。

- 2012年12月，被新加坡海峽時報評選為16位「2013年崛起中的政治明星」（2013's rising political stars）之一[7][8][註 1]
- 2014年11月，參選臺北市市長落選
- 2015年1月，接任青年發展基金會執行長[9]，其後接任董事長
- 2017年，擔任台灣一帶一路經貿促進協會顧問[10]
- 2020年5月，接任國家政策研究基金會副董事長[11]
- 2021年10月，國民黨主席朱立倫宣布，副主席由連勝文、前陸委會主委夏立言與嘉義市長黃敏惠出任。

## 生平

### 家族
生於臺北市。曾祖父連橫、祖父連震東。父親連戰是前中華民國副總統、前中國國民黨主席。連勝文為連戰與方瑀的長子及第二個孩子，姊連惠心，弟連勝武，妹連詠心。連勝文與妻子蔡依珊於2006年12月29日公證结婚。2008年長子出生，2010年次子出生

### 永和槍擊案
2010年11月26日晚間，在永和區為新北市國民黨籍市議員候選人陳鴻源助選時，遭到永和地區幫派份子林正偉（綽號「馬面」），持SIG P220手槍近距離射擊面部，子彈打偏穿過連勝文左臉，打中台下1名年約29歲的男子黃運聖，連勝文先被送永和耕莘醫院搶救，再轉送臺大醫院急救，子彈並未造成永久性傷害，而黃運聖則因遭受波及中彈不治當場身亡。

### 參選臺北市市長

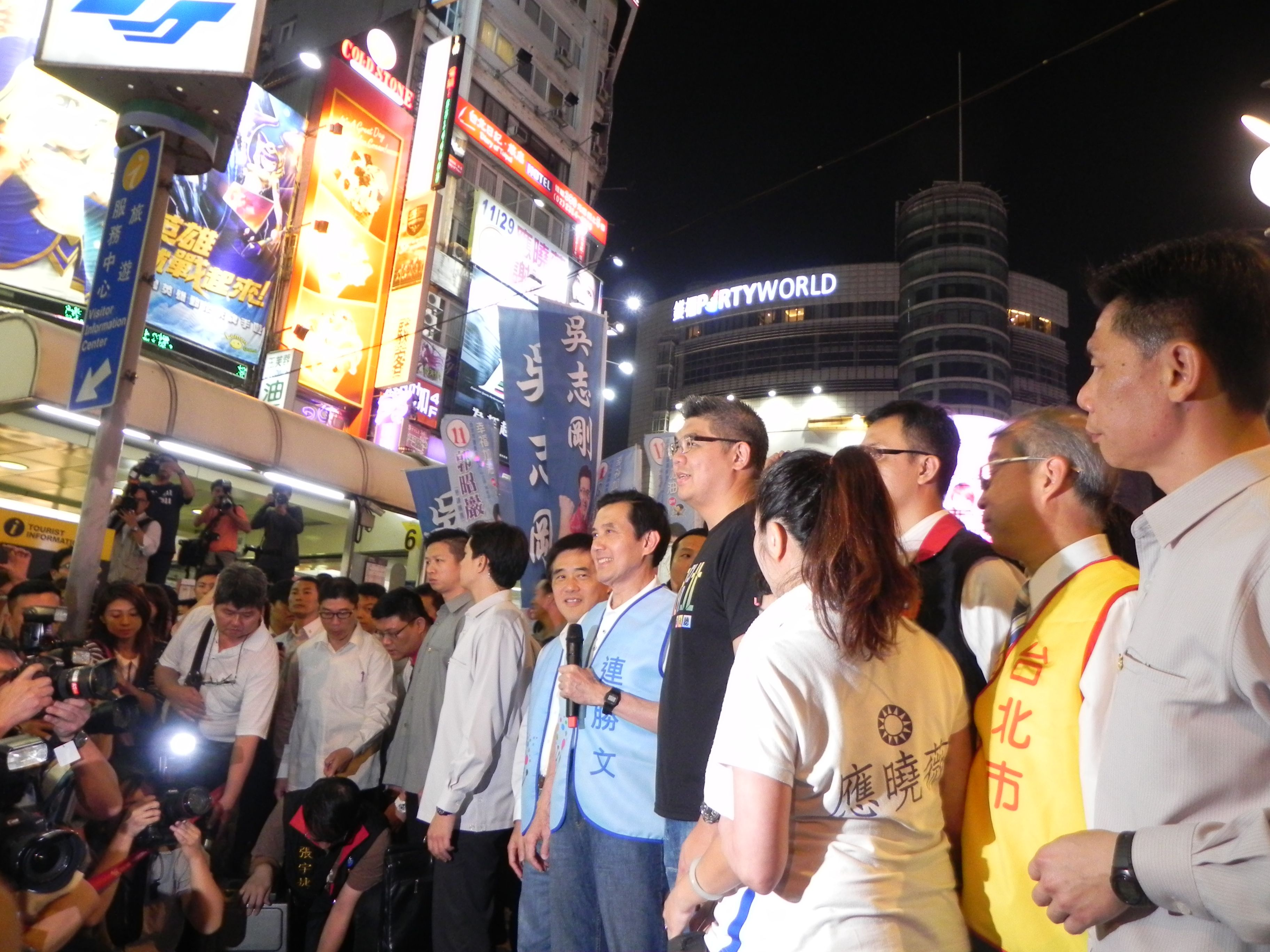
時任中華民國總統暨中國國民黨主席馬英九（手持麥克風者）在西門町為臺北市長候選人連勝文（馬英九左邊者）拉票

2014年2月24日，連勝文於臺北圓環宣布參選臺北市市長，首度參選公職。在4月19日的的黨內初選的黨員投票中，領先對手立法委員丁守中、蔡正元及台北市議員鍾小平，加上民調的結果，獲得黨內提名，並於9月2日正式代表國民黨參選台北市長。2014年11月29日，以得票率40.82%失利。分析認為，連勝文未能擺脫權貴形象，面對民主進步黨方面經整合之後禮讓無黨籍參選人柯文哲，且柯文哲在新媒體宣傳上佔優，再加上國民黨執政不力的大環境影響，使其以敗選告終。

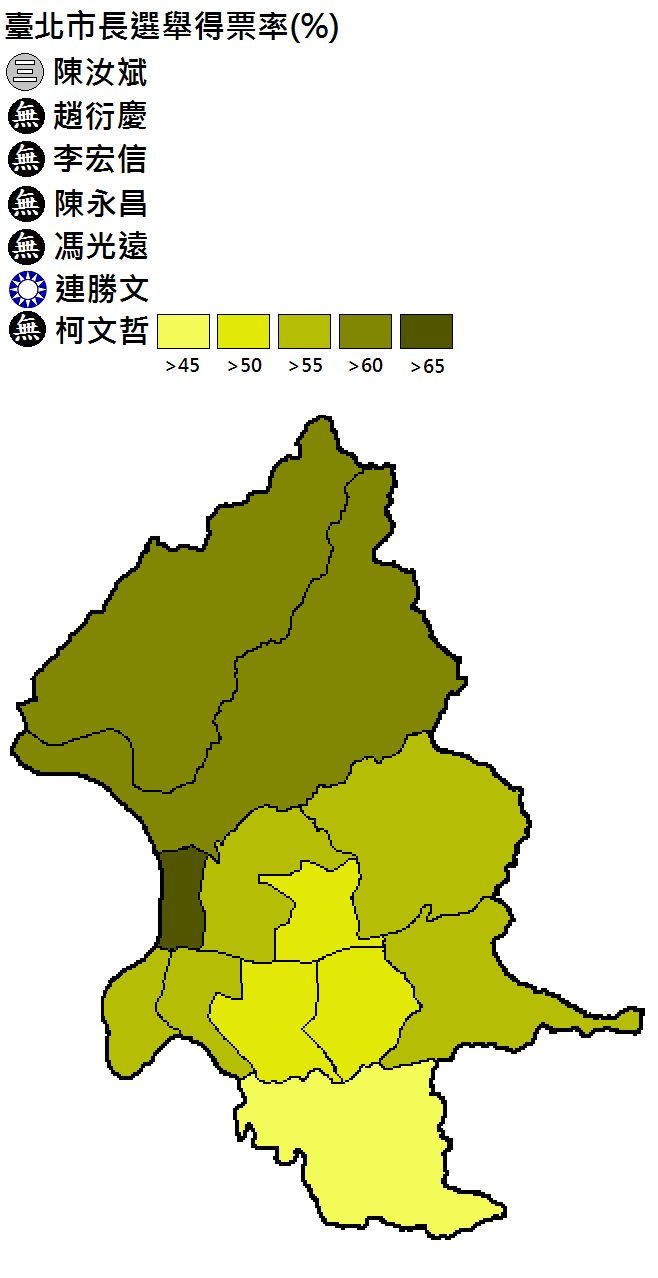
臺北市長選舉得票分布

| 1        | 陳汝斌   | 三等國民公義人權自救黨 | 1,624票   | 0.11%                            |                                  |
| 2        | 趙衍慶   | 無黨籍                 | 15,898票  | 1.06%                            |                                  |
| 3        | 李宏信   | 無黨籍                 | 2,621票   | 0.18%                            |                                  |
| 4        | 陳永昌   | 無黨籍                 | 1,908票   | 0.13%                            |                                  |
| 5        | 馮光遠   | 無黨籍                 | 8,080票   | 0.54%                            |                                  |
| 6        | 連勝文   | 中國國民黨             | 609,932票 | 40.82%                           |                                  |
| 7        | 柯文哲   | 無黨籍                 | 853,983票 | 57.16%                           | 當選                             |
| 選舉日期 | 選舉日期 | 2014年11月29日         | 選舉人數  | 2,146,939人                      | 2,146,939人                      |
| 投票率   | 投票率   | 70.46%                 | 投票人數  | 有效：1,494,046人 無效：18,678人 | 有效：1,494,046人 無效：18,678人 |

### 2020年國民黨智庫改組
2020年5月，連勝文接任國家政策研究基金會副董事長，並表示涉外事務還是要配合國民黨整體決策，智庫不可能自外於黨，未來希望智庫為黨及社會培育人才。2021年8月，連勝文表示，為因應國民黨主席選舉，黨務中立是維持黨團結的重要基礎，為了貫徹這個理念，他宣布即日起辭去國家政策研究基金會副董事長及董事職位。

### 2024年告網友敗訴
2023年2月，中國國民黨副主席夏立言訪問中國大陸，此行被執行黨綠營抨擊，連勝文於社群po文聲援夏立言，並說明「這種苦差事我們不做誰來做」等語，網友在2023年2月12日在臉書寫下「跪著舔中，除了中國國民黨，別人真的作不來，你更是樂在其中」並標記他，連不滿此言論，即對網友提出刑事及民事告訴，於新竹地檢署控告網友涉刑事犯加重誹謗罪嫌獲不起訴，經聲請再議被高檢署駁回，後又向新竹地院聲請准許提起刑事自訴被駁回，民事告訴連求償精神慰撫50萬元，並要求網友須移除臉書貼文，一審台北地院判連敗訴，連上訴二審被高等法院駁回，連放棄上訴三審，全案確定。

## 選舉紀錄
| 年度 | 選舉屆數             | 選舉區 | 所屬政黨   | 得票數  | 得票率 | 當選標記 | 備註 |
| ---- | -------------------- | ------ | ---------- | ------- | ------ | -------- | ---- |
| 2014 | 第六屆臺北市市長選舉 | 臺北市 | 中國國民黨 | 609,932 | 40.82% |          |      |

## 註解
1. ↑  其他入選者包括香港民主建港協進聯盟副主席李慧琼、中國福州市委書記楊岳、日本大阪市長橋下徹、日本眾議員小泉進次郎、馬來西亞前副首相安華的女兒努魯伊莎、印度的甘地政治世家第四代拉胡爾·甘地、巴基斯坦前總理貝娜齊爾·布托之獨子比拉瓦爾·布托·扎爾達里以及印尼前總統梅嘉娃蒂的女兒布安·馬哈拉尼等人。

## 外部連結
- 連勝文的Facebook專頁
- YouTube上的連勝文頻道
- . 財團法人青年發展基金會.   [2017-05-23]. （原始内容存档于2020-12-03） （中文（臺灣））.